# Klaus Faber
Klaus Faber (* 26. August 1940; † 23. April 2019 in Potsdam) war ein deutscher Jurist und Publizist. Von 1994 bis 1999 war er Staatssekretär im Ministerium für Bildung, Wissenschaft, Forschung, Kultur, Religionsgemeinschaften in Sachsen-Anhalt.

## Leben
Nach dem Studium der Rechtswissenschaft und Volkswirtschaft sowie der orientalischen Sprachen in München, Saarbrücken und Heidelberg arbeitet er von 1971 bis 1990 im Bildungsministerium – u. a. in den Bereichen Gesetzgebung, Verfassungs- und sonstige Rechtsfragen in der Wissenschaft, Hochschulfragen im Einigungsvertrag, Bund-Länder-Fragen und Bildungsplanung. 1972 war er Mitarbeiter der EG-Kommission in Brüssel.

## Wirken

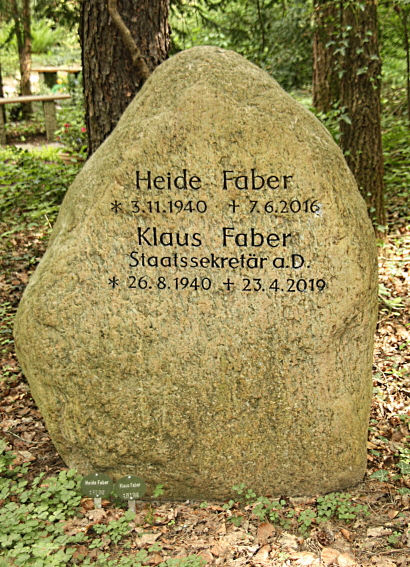
Klaus Fabers Grab auf dem Südwestkirchhof Stahnsdorf

Faber war Mitgründer und Kuratoriumsmitglied des Moses Mendelssohn Zentrums für Europäisch-Jüdische Studien an der Universität Potsdam, Geschäftsführender Vorsitzender des Wissenschaftsforums der Sozialdemokratie in Berlin, Brandenburg und Mecklenburg-Vorpommern e. V. sowie Mitglied der Redaktionen der Zeitschriften perspektive 21 in Potsdam, sowie perspektiven ds, Marburg.
Faber schrieb für den Tagesspiegel, Welt, taz, Neue Gesellschaft, Berliner Republik, perspektiven ds und perspektive 21. Er ist Mitautor des Handbuchs des Verfassungsrechts und verfasste 1978 den Bericht der Bundesregierung über den Bildungsföderalismus.
Sein Grab befindet sich auf dem Südwestkirchhof Stahnsdorf.

## Schriften
- Zwölf oder 13 Jahre Schule bis zum Abitur? Eine Frage, die Deutschland vereinen könnte. In: Die Welt. 19. November 1999.
- Grenzen im Fluss. Deutsche und Polen auf der Suche nach ihrer gemeinsamen Geschichte. Debatte. In: Die Welt. 7. Dezember 2000.
- Aufschwung Ost - Ohne Wissenschaft keine Weiterentwicklung. In: Der Tagesspiegel. 15. Juni 2000.
- Verfassungsreform und ostdeutsche Interessen (PDF). In: Perspektive 21. Heft 19, Juli 2003, S. 85–94.
- Ohne eine abgestimmte Hochschulentwicklung keine Einheitlichkeit der Lebensverhältnisse. In: taz. 13. März 2002.
- Für eine nationale Bildungsstiftung. In: taz. 18. September 2002.